# Cantó de Fort-de-France-1
El cantó de Fort-de-France-1 és una divisió administrativa francesa situat al departament de Martinica a la regió de Martinica.

## Composició
El cantó comprèn una fracció de la comuna de Fort-de-France.

## Administració
| Període                                  | Identitat                 | Partit | Qualitat |
| ---------------------------------------- | ------------------------- | ------ | -------- |
| 2008-2014                                | Jean-Michel Jean-Baptiste | PPM    |          |
| Les dades anteriors no són pas conegudes |                           |        |          |